# Estatut d'Autonomia del País Valencià de 1931
Estatut d'Autonomia del País Valencià de 1931 fou un avantprojecte d'Estatut d'autonomia per al País Valencià publicat el juliol de 1931 per una comissió promoguda per l'Ajuntament de València (l'alcalde era Agustín Trigo) sota iniciativa del Partit d'Unió Republicana Autonomista i de la Dreta Regional Valenciana, però en el qual hi participà el Centre de Cultura Valenciana. Redactat en valencià constava de 28 articles i una disposició transitòria. Concedia una gran importància als municipis, reconeixia les províncies i era bastants moderat en les seves pretensions. Però els nuclis del PURA de Castelló i Alacant es negaren a secundar-lo per ser massa conservador, cosa que provocà enfrontaments entre la Conjunció Pro-Estatut, que agrupava els valencianistes de l'AVR i l'esquerra republicana, i la DRV i el PURA.
L'1 de novembre de 1932 se celebrà l'Assemblea d'Alcaldes de València, en la qual 229 municipis de 263 van votar a favor del text. L'oposició de les forces hegemòniques en les institucions i la victòria de la CEDA en les eleccions generals espanyoles de 1933 va aturar la campanya a favor de l'estatut. Aquesta es va iniciar el febrer de 1936, després de la victòria del Front Popular, i amb suport de les tres diputacions i dels principals ajuntaments. El 16 de juliol hi havia una proposta estatutària concreta, el debat de la qual fou interromput per la guerra civil espanyola i els esdeveniments revolucionaris viscuts arreu del País. Durant el conflicte, endemés, aparegueren diferents projectes estatutaris:
- Projecte de bases per a l'Estatut del País Valencià, pel Comitè Regional del Treball de Llevant (CNT) de 23 de desembre de 1936. El seu objecte és crear un organisme polític que defensés les conquestes del període anterior (col·lectivitats llibertàries) no tant enfront del franquisme com davant el Govern de la República. Malgrat superar tradicionals reticències enfront del tema de la llengua dona mostra del seu tarannà autonomista amb la inclusió de les províncies d'Albacete i Múrcia.
- Avantprojecte d'Estatut de la Regió Valenciana, pel partit Esquerra Valenciana el 20 de febrer de 1937. Redactat en valencià no arribà a quallar pel clima bèl·lic. Apareix en la Memòria del II Congrés del Partit d'Esquerra Valenciana. Consta de 17 articles agrupats en 5 títols. Té un fort referent de l'Estatut d'autonomia del País Basc de 1936.
- Projecte d'Estatut d'Autonomia per al País Valencià per la Unió Republicana Nacional (partit de Diego Martínez Barrio) el març de 1937, que volia ajuntar les dues anteriors. Es tractava d'una norma que podria possibilitar l'autonomia (no ho era en si mateixa) la configuració de la qual i organització vindria donada per Llei Orgànica. Cedeix la legislació exclusiva i l'execució directa de les matèries de règim de les cooperatives.